# Behind the Front
Behind the Front — дебютний студійний альбом американського гурту «The Black Eyed Peas», що вийшов у 1998 році. Вийшли кліпи для пісень «Head Bobs» і «What It Is», однак самі пісні не оголошували як сингли. На обкладинці альбому позаду вказано, що пісня «Skit 3» йде за «Duet», але насправді вона слідує за піснею «Communication».

## Список композицій
| #   | Назва                                               | Автор                                                                                       | Тривалість |
| --- | --------------------------------------------------- | ------------------------------------------------------------------------------------------- | ---------- |
| 1.  | «Fallin' Up» (за участі Сієрри та Пленет Суон)      | Вільям Адамс, Аллан Пінеда, Хайме Гомес, Кевін Феєн, Брайан Лепін                           | 5:08       |
| 2.  | «Clap Your Hands» (за участі Даун Бекман)           | Адамс, Пінеда, Гомес, Зіггі Моделісте, Аарон Невілл, Лео Ночентеллі, Джордж Портер-молодший | 4:57       |
| 3.  | «Joints & Jam» (за участі Кім Хілл та Інгрід Дюпрі) | Адамс, Пінеда, Гомес, Баррі Гібб, Ґреґ Філлінгейнс, Пол Полі, Тоні Сміт                     | 3:35       |
| 4.  | «The Way U Make Me Feel» (за участі Кім Хілл)       | Адамс, Карлос Гуаіко, Кім Хілл                                                              | 4:19       |
| 5.  | «Movement»                                          | Адамс, Феєн, Гомес, Лепін, Пінеда, Майк Фратантуно, Теренс Йошиака                          | 4:42       |
| 6.  | «Karma» (за участі Ейнштейна Брауна)                | Адамс, Феєн, Пінеда, Найджел Гаррісон, Деббі Харрі                                          | 4:28       |
| 7.  | «Be Free» (за участі Кім Хілл)                      | Адамс, Пінеда, Дж. Ґолдберг, Тед Стал                                                       | 4:06       |
| 8.  | «Say Goodbye» (за участі Даун Бекман)               | Адамс, Пінеда, Гомес, Феєн, Лепін, М. Олівер                                                | 4:01       |
| 9.  | «Duet» (при участии Redfoo)                         | Адамс, Пінеда, Феєн, Лепін, Стефан Ґорді                                                    | 4:21       |
| 10. | «Communication»                                     | Адамс, Пінеда, Феєн, Фратантуно, Йошиака                                                    | 5:41       |
| 11. | «What It Is» (за участі Кім Хілл)                   | Адамс, Фратантуно, Пінеда, Сміт, Том Браун                                                  | 4:45       |
| 12. | «¿Qué Dices?»                                       | Адамс, Пінеда, Гомес, Феєн, Лепфн                                                           | 4:01       |
| 13. | «A8»                                                | Адамс, Пінеда, Гомес, Феєн, Фратантуно                                                      | 3:52       |
| 14. | «Love Won’t Wait» (за участі Мейсі Ґрей)            | Адамс, Феєн, Пінеда, Лепін, Мейсі Ґрей                                                      | 3:35       |
| 15. | «Head Bobs»                                         | Адамс, Феєн, Лепін, Пінеда                                                                  | 4:14       |
| 16. | «Positivity»                                        | Адамс, Феєн, Фратантуно, Гомес, Лепін, Пінеда                                               | 8:06       |